# 石見颯真
石見 颯真（いしみ そうま、2006年6月10日 - ）は、滋賀県守山市出身のプロ野球選手（内野手）。右投左打。福岡ソフトバンクホークス所属。

## 経歴

### プロ入り前
守山市立物部小学校で3年生の時に物部少年野球団で野球を始める。守山市立守山南中学校在学時は硬式野球のクラブチームである草津シニアでプレーした。
「激戦区でやってみたい」という思いから地元の滋賀を離れ、愛知工業大学名電高等学校に進学。1年夏から外野のレギュラーとして第104回全国高等学校野球選手権大会に出場し、ベスト8に進出した。2年夏の第105回全国高等学校野球選手権大会は3番打者として出場し、徳島商業との初戦で1安打を記録したが、試合は敗れた。その後、チームの内野守備が崩れていたことや、プロを目指す上で高卒の外野手が指名されづらいと感じたこともあり、遊撃手へ転向した。3年春の第96回選抜高等学校野球大会に出場し、報徳学園との初戦で相手先発の今朝丸裕喜から2安打を記録したが、チームはサヨナラ負けを喫した。同年夏は愛知大会5回戦で名古屋たちばなに敗れた。
2024年10月24日に開催されたドラフト会議にて、福岡ソフトバンクホークスから5位指名を受けた。11月24日、契約金3000万円、年俸500万円で入団に合意した（金額は推定）。背番号は67。担当スカウトは古澤勝吾。

## 詳細情報

### 背番号
- 67（2025年[8] - ）